# 孟宾镇区
孟宾镇区是缅甸掸邦景栋县下辖的一个镇区，治所位于孟宾。